# Svärdssång
Svärdssång, en stridssång,  Hvad blixt ur sköldmöns blickar, är en sång med musik av Carl Maria von Weber och text av Carl Theodor Körner.
Det tyska originalets titel är Schwertlied och texten börjar ”Du Schwert an meiner linken, was soll dein heit'res blinken?” Den svenska översättningen är av P.D.A. Atterbom. Körner skrev texten den 26 augusti 1813, samma dag som han avled. Den publicerades i den postuma diktsamlingen Leier und Schwert (Lyra och svärd) 1814 och tonsattes samma år.
Sången var populär bland studentsångare både i Uppsala och Lund från 1800-talets första hälft och vanlig som ”väcksång” vid serenader, alltså den sång som skulle få objektet för serenaduppvaktningen att vakna. Den skulle enligt traditionen sjungas "så starkt som möjligt".